# Имманна
Имманна (இம்மன்னா), другие названия Махарамей (மகர மெய்), Махара отры (மகர ஒற்று) — 23-я буква тамильского алфавита, обозначает губно-губной носовой согласный, входит вместе с "п" в пятый разряд первой группы согласных (губные), произносится,  как русское «м».

## Фонетические особенности
В отличие от части других согласных, тамильские слова могут как начинаться, так и оканчиваться на ம. При этом ம не сочетается с сибилянтами, за исключением заимствованный научных терминов и поэтических заимствований, избегаемых в разговорном языке. В разговорной речи в этих случаях между свистящим звуком и ம вставляется гласная, обычно краткая «и».

## Сочетания с гласными (уйирмэййелутты)
|   | அ | ஆ | இ | ஈ | உ | ஊ | எ | ஏ | ஐ | ஒ | ஓ | ஔ |
| - | - | - | - | - | - | - | - | - | - | - | - | - |
| ம் | ம | மா | மி | மீ | மு | மூ | மெ | மே | மை | மொ | மோ | மௌ |

Когда ம  произносится  без  огласовки,  над  знаком  ставится точка или маленький кружок (புள்ளி, точка). Поскольку тамильски алфавит является слоговым, то сам по себе знак означает огласовку с "а": "ма".